# Ameny Qemau
Ameny Qemau fue un faraón de la dinastía XIII de Egipto, que reinó ca. de 1774-1772 a. C..
Su nombre no figura en el Canon Real de Turín, pero aparece Shtp-ib-Ra (Turín, 6.12), cuarto rey de la dinastía e hijo de Amenemhat V, que parece ser Ameny Quemau.

## Biografía
Posible hijo de Sejemkara Amenemhat, su predecesor; reinó unos dos años antes de que subiese al trono Sehetepibra o Hetepibra, su hijo y sucesor.
Ameny Quemau fue enterrado en una pirámide al sur de Dahshur, una de las necrópolis de Menfis. 

### Testimonios de su época
Su pirámide con su sarcófago fue localizada por Charles Muses en 1957 en Dahshur, junto al lago; posteriormente, la pirámide sería excavada y estudiada por Ahmad Fakhri. Las dimensiones de su base son 52 × 52 m y está en ruinas. Los destrozos del interior parecen haber sido hechos por los ladrones de tumbas. En 1968, Maragioglio y Rinaldi la investigaron más a fondo. 
La pirámide medía originalmente cincuenta metros de altura. Aunque está en ruinas, la subestructura está en mejores condiciones y ha podido ser estudiada. La entrada estaba en la pared este, y daba paso a un largo corredor que atravesaba varias pequeñas estancias y escaleras hasta llegar a la cámara fúnebre.
La disposición de las cámaras es típica de finales de la duodécima dinastía y principios de decimotercera. El enorme sarcófago de piedra consistía en una pieza con una cavidad para la momia y otra más pequeña para los vasos canopos: se halló roto y con restos óseos inidentificables. En busca de artículos de valor, los ladrones rompieron la cavidad de los vasos canopos. Muses encontró en unos fragmentos el nombre del rey: Ameny-Qemau. Los archivos de Charles Muses fueron robados de su casa en El Cairo.
También se ha descubierto su nombre inscrito en un fragmento de estela y en un sello cilíndrico, en una mina de galena en Gebel Zeit, junto al mar Rojo.

## Titulatura
| Titulatura | Jeroglífico | Transliteración (transcripción) - traducción - (referencias) |

| G5 |

| G5 |

| S29 | G43 | S29 | Aa1 · W10 | N16 · N16 |

| S29 | G43 | S29 | Aa1 · W10 | N16 · N16 |

| S29 | G43 | S29 | Aa1 · W10 | N16 · N16 |

| S29 | G43 | S29 | Aa1 · W10 | N16 · N16 |

| G5 |

| G5 |

| S29 | G43 | S29 | Aa1 · W10 | N16 · N16 |

| S29 | G43 | S29 | Aa1 · W10 | N16 · N16 |

| S29 | G43 | S29 | Aa1 · W10 | N16 · N16 |

| S29 | G43 | S29 | Aa1 · W10 | N16 · N16 |

| N5 | S29 | Y2 · X1 · Q3 | F34 |

| N5 | S29 | Y2 · X1 · Q3 | F34 |

| N5 | S29 | Y2 · X1 · Q3 | F34 |

| N5 | S29 | Y2 · X1 · Q3 | F34 |

| N5 | S29 | Y2 · X1 · Q3 | F34 |

| N5 | S29 | Y2 · X1 · Q3 | F34 |

| N5 | S29 | Y2 · X1 · Q3 | F34 |

| N5 | S29 | Y2 · X1 · Q3 | F34 |

| N5 | S29 | Y2 · X1 · Q3 | F34 |

| N5 | S29 | Y2 · X1 · Q3 | F34 |

| N5 | S29 | Y2 · X1 · Q3 | F34 |

| N5 | S29 | Y2 · X1 · Q3 | F34 |

| N5 | S29 | Y2 · X1 · Q3 | F34 |

| N5 | S29 | Y2 · X1 · Q3 | F34 |

| N5 | S29 | Y2 · X1 · Q3 | F34 |

| N5 | S29 | Y2 · X1 · Q3 | F34 |

| M17 | Y5 · N35 | M17 | M17 | T14 | G43 |

| M17 | Y5 · N35 | M17 | M17 | T14 | G43 |

| M17 | Y5 · N35 | M17 | M17 | T14 | G43 |

| M17 | Y5 · N35 | M17 | M17 | T14 | G43 |

| M17 | Y5 · N35 | M17 | M17 | T14 | G43 |

| M17 | Y5 · N35 | M17 | M17 | T14 | G43 |

| M17 | Y5 · N35 | M17 | M17 | T14 | G43 |

| M17 | Y5 · N35 | M17 | M17 | T14 | G43 |

| M17 | Y5 · N35 | M17 | M17 | T14 | G43 |

| M17 | Y5 · N35 | M17 | M17 | T14 | G43 |

| M17 | Y5 · N35 | M17 | M17 | T14 | G43 |

| M17 | Y5 · N35 | M17 | M17 | T14 | G43 |

| M17 | Y5 · N35 | M17 | M17 | T14 | G43 |

| M17 | Y5 · N35 | M17 | M17 | T14 | G43 |

| M17 | Y5 · N35 | M17 | M17 | T14 | G43 |

| M17 | Y5 · N35 | M17 | M17 | T14 | G43 |

## Otras hipótesis
Su existencia ha sido discutida:
- Según N. Dautzenberg su inclusión en la lista real se debe a un error de repetición del escriba que redactó la lista en sí y por lo tanto se debe considerar que es el mismo soberano que aparece en la posición 6,12. Este argumento se refuerza porque aparece Hijo del asiático (Ameni-Aamu/Qemau) en la titulatura de Sehetepibra, y Amenemhat V fue llamado Ameny el asiático.[2]
- Según Kim Ryholt, Ameny Qemau era hijo de Sejemkara Amenemhat, su predecesor, y reinó unos dos años antes de que subiese al trono Sehetepibra. Considera que Shtp-ib-Ra y Htp-ib-Ra son dos faraones diferentes.